# Élections départementales de 2015 en Seine-et-Marne
Les élections départementales ont lieu les 22 et 29 mars 2015.

## Contexte départemental

### Assemblée départementale sortante
Avant les élections, le conseil général de Seine-et-Marne est présidé par Vincent Éblé membre du Parti Socialiste.
Il comprend 43 conseillers généraux issus des 43 cantons de Seine-et-Marne.
Après le redécoupage cantonal de 2014, ce sont 46 conseillers départementaux qui seront élus au sein des 23 nouveaux cantons de Seine-et-Marne.
| Parti                             | Sigle | Sigle | Élus |
| --------------------------------- | ----- | ----- | ---- |
| Majorité (23 sièges)              |       |       |      |
| Parti socialiste                  |       | PS    | 16   |
| Divers gauche                     |       | DVG   | 3    |
| Parti communiste français         |       | PCF   | 2    |
| Parti de gauche                   |       | PG    | 1    |
| Europe Écologie Les Verts         |       | EÉLV  | 1    |
| Opposition (20 sièges)            |       |       |      |
| Union pour un mouvement populaire |       | UMP   | 18   |
| Divers droite                     |       | DVD   | 2    |
| Président du conseil général      |       |       |      |
| Vincent Éblé (PS)                 |       |       |      |

### Assemblée départementale élue
| Parti                                | Sigle | Sigle | Élus |
| ------------------------------------ | ----- | ----- | ---- |
| Majorité (38 sièges)                 |       |       |      |
| Union pour un mouvement populaire    |       | UMP   | 31   |
| Union des démocrates et indépendants |       | UDI   | 7    |
| Opposition (8 sièges)                |       |       |      |
| Parti socialiste                     |       | PS    | 6    |
| Parti communiste français            |       | PCF   | 1    |
| Parti de gauche                      |       | PG    | 1    |
| Président du conseil départemental   |       |       |      |
| Jean-Jacques Barbaux (UMP)           |       |       |      |

## Résultats à l'échelle du département

### Résultats par nuances du ministère de l'Intérieur
Les nuances utilisées par le ministère de l'Intérieur ne tiennent pas compte des alliances locales.
| Binômes     | Binômes            | Premier tour | Premier tour | Second tour | Second tour | Sièges |
| Binômes     | Binômes            | Voix         | %            | Voix        | %           | Sièges |
| ----------- | ------------------ | ------------ | ------------ | ----------- | ----------- | ------ |
|             | UMP                | 92 416       | 24,98        | 124 103     | 36,20       | 26     |
|             | Union de la droite | 25 361       | 6,86         | 42 642      | 12,44       | 10     |
|             | UDI                | 7 048        | 1,91         | 11 639      | 3,39        | 2      |
|             | DVD                | 3 318        | 0,90         |             |             |        |
|             | DLF                | 1 339        | 0,36         |             |             |        |
|             | MoDem              | 776          | 0,21         |             |             |        |
| Droite      | Droite             | 130 258      | 35,22        | 178 384     | 52,03       | 38     |
|             |                    |              |              |             |             |        |
|             | PS                 | 50 985       | 13,78        | 43 113      | 12,57       | 6      |
|             | DVG                | 38 845       | 10,50        | 9 109       | 2,66        | 2      |
|             | FG                 | 12 761       | 3,45         |             |             |        |
|             | Union de la gauche | 11 125       | 3,01         |             |             |        |
|             | EÉLV               | 9 684        | 2,62         |             |             |        |
| Gauche      | Gauche             | 123 400      | 33,36        | 52 222      | 15,23       | 8      |
|             |                    |              |              |             |             |        |
|             | FN                 | 115 405      | 31,20        | 112 245     | 32,74       | 0      |
|             |                    |              |              |             |             |        |
|             | EXG                | 430          | 0,12         |             |             |        |
|             |                    |              |              |             |             |        |
|             | Divers             | 393          | 0,11         |             |             |        |
|             |                    |              |              |             |             |        |
| Inscrits    | Inscrits           | 857 702      | 100,00       | 857 699     | 100,00      |        |
| Abstentions | Abstentions        | 472 159      | 55,05        | 477 731     | 55,70       |        |
| Votants     | Votants            | 385 543      | 44,95        | 379 968     | 44,30       |        |
| Blancs      | Blancs             | 11 767       | 3,05         | 28 366      | 7,47        |        |
| Nuls        | Nuls               | 3 890        | 1,01         | 8 751       | 2,30        |        |
| Exprimés    | Exprimés           | 369 886      | 95,94        | 342 851     | 90,23       |        |

### Résultats par canton
| Canton                   | Conseiller sortant       | Parti               | Parti       | Conseiller élu           | Parti           | Parti           |
| ------------------------ | ------------------------ | ------------------- | ----------- | ------------------------ | --------------- | --------------- |
| Bray-sur-Seine           | Dominique Satiat*        |                     | UMP         | Canton supprimé          | Canton supprimé | Canton supprimé |
| Brie-Comte-Robert        | André Aubert*            |                     | PS          | Canton supprimé          | Canton supprimé | Canton supprimé |
| Champs-sur-Marne         | Maud Tallet              |                     | PCF         | Vincent Éblé             |                 | PS              |
| Champs-sur-Marne         | Maud Tallet              | Julie Gobert        | PCF         |                          | PS              |                 |
| La Chapelle-la-Reine     | Pierre Bacqué            |                     | UMP         | Canton supprimé          | Canton supprimé | Canton supprimé |
| Château-Landon           | Jean-Jacques Hyest*      |                     | UMP         | Canton supprimé          | Canton supprimé | Canton supprimé |
| Le Châtelet-en-Brie      | Jean Dey*                |                     | EÉLV        | Canton supprimé          | Canton supprimé | Canton supprimé |
| Chelles                  | Lydie Autreux            |                     | PS          | Céline Netthavongs       |                 | UDI             |
| Chelles                  | Lydie Autreux            | Brice Rabaste       | PS          |                          | UMP             |                 |
| Claye-Souilly            | Michèle Pélabère         |                     | PS          | Olivier Morin            |                 | UMP             |
| Claye-Souilly            | Michèle Pélabère         | Véronique Pasquier  | PS          |                          | UMP             |                 |
| Combs-la-Ville           | Didier Turba*            |                     | PS          | Jean Laviolette          |                 | PS              |
| Combs-la-Ville           | Didier Turba*            | Virginie Thobor     | PS          |                          | PS              |                 |
| Coulommiers              | Laurence Picard          |                     | DVD         | Yves Jaunaux             |                 | UMP             |
| Coulommiers              | Laurence Picard          | Laurence Picard     | DVD         |                          | UMP             |                 |
| Crécy-la-Chapelle        | Valérie Pottiez-Husson   |                     | UMP         | Canton supprimé          | Canton supprimé | Canton supprimé |
| Dammartin-en-Goële       | Bernard Corneille        |                     | FG          | Canton supprimé          | Canton supprimé | Canton supprimé |
| Donnemarie-Dontilly      | Jacques Ballot*          |                     | DVD         | Canton supprimé          | Canton supprimé | Canton supprimé |
| La Ferté-Gaucher         | Yves Jaunaux             |                     | UMP         | Canton supprimé          | Canton supprimé | Canton supprimé |
| La Ferté-sous-Jouarre    | Marie Richard*           |                     | PS          | Martine Bullot           |                 | UMP             |
| La Ferté-sous-Jouarre    | Marie Richard*           | Ugo Pezzetta        | PS          |                          | UMP             |                 |
| Fontainebleau            | Jean-François Robinet*   |                     | UMP         | Pierre Bacqué            |                 | UMP             |
| Fontainebleau            | Jean-François Robinet*   | Béatrice Rucheton   | UMP         |                          | UMP             |                 |
| Fontenay-Trésigny        | Canton créé              | Canton créé         | Canton créé | Jean-Jacques Barbaux     |                 | UMP             |
| Fontenay-Trésigny        | Canton créé              | Canton créé         | Canton créé | Daisy Luczak             |                 | UMP             |
| Lagny-sur-Marne          | Sinclair Vouriot         |                     | CNIP        | Geneviève Sert           |                 | UDI             |
| Lagny-sur-Marne          | Sinclair Vouriot         | Sinclair Vouriot    | CNIP        |                          | UMP             |                 |
| Lizy-sur-Ourcq           | Jean-Christophe Piéquet* |                     | UMP         | Canton supprimé          | Canton supprimé | Canton supprimé |
| Lorrez-le-Bocage-Préaux  | Christian Frot*          |                     | UMP         | Canton supprimé          | Canton supprimé | Canton supprimé |
| Meaux                    | Canton créé              | Canton créé         | Canton créé | Sarah Lacroix            |                 | UMP             |
| Meaux                    | Canton créé              | Canton créé         | Canton créé | Jean-François Parigi     |                 | UMP             |
| Meaux-Nord               | Olivier Morin            |                     | UMP         | Canton supprimé          | Canton supprimé | Canton supprimé |
| Meaux-Sud                | Jean-François Parigi     |                     | UMP         | Canton supprimé          | Canton supprimé | Canton supprimé |
| Le Mée-sur-Seine         | Jean-Pierre Guérin       |                     | PS          | Canton supprimé          | Canton supprimé | Canton supprimé |
| Melun                    | Canton créé              | Canton créé         | Canton créé | Nathalie Beaulnes-Séréni |                 | UMP             |
| Melun                    | Canton créé              | Canton créé         | Canton créé | Denis Jullemier          |                 | UMP             |
| Melun-Nord               | Jacky Laplace            |                     | DVG         | Canton supprimé          | Canton supprimé | Canton supprimé |
| Melun-Sud                | Denis Jullemier          |                     | UMP         | Canton supprimé          | Canton supprimé | Canton supprimé |
| Mitry-Mory               | Jean-Pierre Bontoux*     |                     | PCF         | Bernard Corneille        |                 | FG              |
| Mitry-Mory               | Jean-Pierre Bontoux*     | Marianne Margaté    | PCF         |                          | PCF             |                 |
| Montereau-Fault-Yonne    | Léo Aiello               |                     | PS          | Patrick Septiers         |                 | UDI             |
| Montereau-Fault-Yonne    | Léo Aiello               | Andrée Zaidi        | PS          |                          | UDI             |                 |
| Moret-sur-Loing          | Michel Bénard*           |                     | PS          | Canton supprimé          | Canton supprimé | Canton supprimé |
| Mormant                  | Christian Cibier*        |                     | PS          | Canton supprimé          | Canton supprimé | Canton supprimé |
| Nangis                   | Paule Noury*             |                     | UMP         | Nolwenn Le Bouter        |                 | UDI             |
| Nangis                   | Paule Noury*             | Jean-Louis Thiériot | UMP         |                          | UMP             |                 |
| Nemours                  | Claude Jamet*            |                     | DVG         | Bernard Cozic            |                 | UMP             |
| Nemours                  | Claude Jamet*            | Isoline Millot      | DVG         |                          | UMP             |                 |
| Noisiel                  | Vincent Éblé             |                     | PS          | Canton supprimé          | Canton supprimé | Canton supprimé |
| Ozoir-la-Ferrière        | Canton créé              | Canton créé         | Canton créé | Anne-Laure Fontbonne     |                 | UMP             |
| Ozoir-la-Ferrière        | Canton créé              | Canton créé         | Canton créé | Jean-François Oneto      |                 | UMP             |
| Perthes                  | Lionel Walker            |                     | DVG         | Canton supprimé          | Canton supprimé | Canton supprimé |
| Pontault-Combault        | Monique Delessard        |                     | PS          | Monique Delessard        |                 | PS              |
| Pontault-Combault        | Monique Delessard        | Smaïl Djebara       | PS          |                          | PS              |                 |
| Provins                  | Bertrand Caparroy*       |                     | PS          | Olivier Lavenka          |                 | UMP             |
| Provins                  | Bertrand Caparroy*       | Sandrine Sosinski   | PS          |                          | UMP             |                 |
| Rebais                   | Anne Chain-Larché*       |                     | UMP         | Canton supprimé          | Canton supprimé | Canton supprimé |
| Roissy-en-Brie           | Jean-François Oneto      |                     | UMP         | Canton supprimé          | Canton supprimé | Canton supprimé |
| Rozay-en-Brie            | Jean-Jacques Barbaux     |                     | UMP         | Canton supprimé          | Canton supprimé | Canton supprimé |
| Saint-Fargeau-Ponthierry | Canton créé              | Canton créé         | Canton créé | Jérôme Guyard            |                 | UMP             |
| Saint-Fargeau-Ponthierry | Canton créé              | Canton créé         | Canton créé | Véronique Veau           |                 | UMP             |
| Savigny-le-Temple        | Jean-Louis Mouton*       |                     | PS          | Cathy Bissonnier         |                 | UMP             |
| Savigny-le-Temple        | Jean-Louis Mouton*       | Franck Vernin       | PS          |                          | UDI             |                 |
| Serris                   | Canton créé              | Canton créé         | Canton créé | Arnaud de Belenet        |                 | UMP             |
| Serris                   | Canton créé              | Canton créé         | Canton créé | Valérie Pottiez-Husson   |                 | UMP             |
| Thorigny-sur-Marne       | Arnaud de Belenet        |                     | UMP         | Canton supprimé          | Canton supprimé | Canton supprimé |
| Torcy                    | Gérard Eude              |                     | PS          | Ludovic Boutillier       |                 | UMP             |
| Torcy                    | Gérard Eude              | Martine Duvernois   | PS          |                          | UDI             |                 |
| Tournan-en-Brie          | Laurent Gautier          |                     | PS          | Canton supprimé          | Canton supprimé | Canton supprimé |
| Vaires-sur-Marne         | Jean-Jacques Marion      |                     | PS          | Canton supprimé          | Canton supprimé | Canton supprimé |
| Villeparisis             | Canton créé              | Canton créé         | Canton créé | Isabelle Recio           |                 | UMP             |
| Villeparisis             | Canton créé              | Canton créé         | Canton créé | Xavier Vanderbise        |                 | UMP             |
| Villiers-Saint-Georges   | Nicolas Fénart*          |                     | UMP         | Canton supprimé          | Canton supprimé | Canton supprimé |

* Conseillers généraux sortants ne se représentant pas 

## Résultats par canton

### Canton de Champs-sur-Marne
| Candidats            | Candidats            | Partis      | Partis      | Premier tour | Premier tour | Second tour | Second tour |
| Candidats            | Candidats            | Partis      | Partis      | Voix         | %            | Voix        | %           |
| -------------------- | -------------------- | ----------- | ----------- | ------------ | ------------ | ----------- | ----------- |
| 1                    | Vincent Eblé*        |             | PS          | 4 439        | 36,44        | 6 019       | 100,00      |
| 1                    | Julie Gobert         |             | PS          | 4 439        | 36,44        | 6 019       | 100,00      |
| 2                    | Martine Andrieu      |             | UMP         | 2 515        | 20,64        |             |             |
| 2                    | Marcus Dramé         |             | UMP         | 2 515        | 20,64        |             |             |
| 3                    | Daniel Badiata-Kanza |             | EÉLV        | 2 635        | 21,63        | Retrait     | Retrait     |
| 3                    | Maud Tallet*         |             | PCF         | 2 635        | 21,63        | Retrait     | Retrait     |
| 4                    | Guy Bouis            |             | FN          | 2 594        | 21,29        |             |             |
| 4                    | Jeanne Pecresse      |             | FN          | 2 594        | 21,29        |             |             |
|                      |                      |             |             |              |              |             |             |
| Inscrits             | Inscrits             | Inscrits    | Inscrits    | 32 593       | 100,00       | 32 592      | 100,00      |
| Abstentions          | Abstentions          | Abstentions | Abstentions | 19 908       | 61,08        | 24 033      | 73,74       |
| Votants              | Votants              | Votants     | Votants     | 12 685       | 38,92        | 8 559       | 26,26       |
| Blancs               | Blancs               | Blancs      | Blancs      | 367          | 2,89         | 2 102       | 24,56       |
| Nuls                 | Nuls                 | Nuls        | Nuls        | 135          | 1,06         | 438         | 5,12        |
| Exprimés             | Exprimés             | Exprimés    | Exprimés    | 12 183       | 96,04        | 6 019       | 70,32       |
| * conseiller sortant |                      |             |             |              |              |             |             |

### Canton de Chelles
| Candidats            | Candidats            | Partis      | Partis      | Premier tour | Premier tour | Second tour | Second tour |
| Candidats            | Candidats            | Partis      | Partis      | Voix         | %            | Voix        | %           |
| -------------------- | -------------------- | ----------- | ----------- | ------------ | ------------ | ----------- | ----------- |
| 1                    | Louis Laurent Manier |             | EÉLV        | 537          | 4,09         |             |             |
| 1                    | Karine Merel         |             | EÉLV        | 537          | 4,09         |             |             |
| 2                    | Bernard Claude       |             | FN          | 2 917        | 22,22        | 2 996       | 26,32       |
| 2                    | Danie-Claude Ridore  |             | FN          | 2 917        | 22,22        | 2 996       | 26,32       |
| 3                    | Lydie Autreux*       |             | PS          | 2 884        | 21,97        |             |             |
| 3                    | Jean-Jacques Marion* |             | PS          | 2 884        | 21,97        |             |             |
| 4                    | Heger Habert         |             | FG          | 903          | 6,88         |             |             |
| 4                    | Frank Mouly          |             | FG          | 903          | 6,88         |             |             |
| 5                    | Salim Drici          |             | DVG         | 859          | 6,54         |             |             |
| 5                    | Caroline Lievaux     |             | DVG         | 859          | 6,54         |             |             |
| 6                    | Céline Netthavongs   |             | UDI         | 5 026        | 38,29        | 8 388       | 73,68       |
| 6                    | Brice Rabaste        |             | UMP         | 5 026        | 38,29        | 8 388       | 73,68       |
|                      |                      |             |             |              |              |             |             |
| Inscrits             | Inscrits             | Inscrits    | Inscrits    | 31 052       | 100,00       | 31 054      | 100,00      |
| Abstentions          | Abstentions          | Abstentions | Abstentions | 17 608       | 56,7         | 18 254      | 58,78       |
| Votants              | Votants              | Votants     | Votants     | 13 444       | 43,3         | 12 800      | 41,22       |
| Blancs               | Blancs               | Blancs      | Blancs      | 212          | 1,58         | 997         | 7,79        |
| Nuls                 | Nuls                 | Nuls        | Nuls        | 106          | 0,79         | 419         | 3,27        |
| Exprimés             | Exprimés             | Exprimés    | Exprimés    | 13 126       | 97,63        | 11 384      | 88,94       |
| * conseiller sortant |                      |             |             |              |              |             |             |

### Canton de Claye-Souilly
| Candidats            | Candidats          | Partis      | Partis      | Premier tour | Premier tour | Second tour | Second tour |
| Candidats            | Candidats          | Partis      | Partis      | Voix         | %            | Voix        | %           |
| -------------------- | ------------------ | ----------- | ----------- | ------------ | ------------ | ----------- | ----------- |
| 1                    | Guy Lotte          |             | FN          | 5 719        | 38,72        | 5 760       | 40,96       |
| 1                    | Béatrice Troussard |             | FN          | 5 719        | 38,72        | 5 760       | 40,96       |
| 2                    | Olivier Morin*     |             | UMP         | 5 166        | 34,98        | 8 303       | 59,04       |
| 2                    | Véronique Pasquier |             | UMP         | 5 166        | 34,98        | 8 303       | 59,04       |
| 3                    | Josiane Deknuydt   |             | EÉLV        | 1 526        | 10,33        |             |             |
| 3                    | Renaud Hee         |             | EÉLV        | 1 526        | 10,33        |             |             |
| 4                    | Gérard Bardin      |             | FG          | 2 358        | 15,97        |             |             |
| 4                    | Coralie Jobelin    |             | FG          | 2 358        | 15,97        |             |             |
|                      |                    |             |             |              |              |             |             |
| Inscrits             | Inscrits           | Inscrits    | Inscrits    | 32 098       | 100,00       | 32 108      | 100,00      |
| Abstentions          | Abstentions        | Abstentions | Abstentions | 16 687       | 51,99        | 16 648      | 51,85       |
| Votants              | Votants            | Votants     | Votants     | 15 411       | 48,01        | 15 460      | 48,15       |
| Blancs               | Blancs             | Blancs      | Blancs      | 500          | 3,24         | 1 112       | 7,19        |
| Nuls                 | Nuls               | Nuls        | Nuls        | 142          | 0,92         | 285         | 1,84        |
| Exprimés             | Exprimés           | Exprimés    | Exprimés    | 14 769       | 95,83        | 14 063      | 90,96       |
| * conseiller sortant |                    |             |             |              |              |             |             |

### Canton de Combs-la-Ville
| Candidats   | Candidats         | Partis      | Partis      | Premier tour | Premier tour | Second tour | Second tour |
| Candidats   | Candidats         | Partis      | Partis      | Voix         | %            | Voix        | %           |
| ----------- | ----------------- | ----------- | ----------- | ------------ | ------------ | ----------- | ----------- |
| 1           | Thérèse Lougassi  |             | FN          | 4 743        | 29,21        | 6 259       | 39,26       |
| 1           | Morgann Vanacker  |             | SIEL        | 4 743        | 29,21        | 6 259       | 39,26       |
| 2           | Annick Lebourg    |             | EÉLV        | 1 946        | 11,99        |             |             |
| 2           | Gérald Sutrooghen |             | EÉLV        | 1 946        | 11,99        |             |             |
| 3           | Jean Laviolette   |             | PS          | 4 935        | 30,4         | 9 683       | 60,74       |
| 3           | Virginie Thobor   |             | PS          | 4 935        | 30,4         | 9 683       | 60,74       |
| 4           | Gilles Alapetite  |             | UMP         | 4 612        | 28,41        |             |             |
| 4           | Sabrina Hidjeb    |             | UMP         | 4 612        | 28,41        |             |             |
|             |                   |             |             |              |              |             |             |
| Inscrits    | Inscrits          | Inscrits    | Inscrits    | 41 708       | 100,00       | 41 709      | 100,00      |
| Abstentions | Abstentions       | Abstentions | Abstentions | 24 683       | 59,18        | 23 953      | 57,43       |
| Votants     | Votants           | Votants     | Votants     | 17 025       | 40,82        | 17 756      | 42,57       |
| Blancs      | Blancs            | Blancs      | Blancs      | 647          | 3,8          | 1 423       | 8,01        |
| Nuls        | Nuls              | Nuls        | Nuls        | 142          | 0,83         | 391         | 2,2         |
| Exprimés    | Exprimés          | Exprimés    | Exprimés    | 16 236       | 95,37        | 15 942      | 89,78       |

### Canton de Coulommiers
| Candidats            | Candidats            | Partis      | Partis      | Premier tour | Premier tour | Second tour | Second tour |
| Candidats            | Candidats            | Partis      | Partis      | Voix         | %            | Voix        | %           |
| -------------------- | -------------------- | ----------- | ----------- | ------------ | ------------ | ----------- | ----------- |
| 1                    | Hélène Tran Quan     |             | EÉLV        | 1 464        | 7,45         |             |             |
| 1                    | Yvon Tregoat         |             | EÉLV        | 1 464        | 7,45         |             |             |
| 2                    | Benoît Autereau      |             | PS          | 3 271        | 16,64        |             |             |
| 2                    | Élisabeth Escuyer    |             | PS          | 3 271        | 16,64        |             |             |
| 3                    | Yves Jaunaux*        |             | UMP         | 7 104        | 36,13        | 10 645      | 56,22       |
| 3                    | Laurence Picard      |             | UMP         | 7 104        | 36,13        | 10 645      | 56,22       |
| 4                    | Pascal Fiandrin      |             | FN          | 7 821        | 39,78        | 8 288       | 43,78       |
| 4                    | Françoise Goudouneix |             | FN          | 7 821        | 39,78        | 8 288       | 43,78       |
|                      |                      |             |             |              |              |             |             |
| Inscrits             | Inscrits             | Inscrits    | Inscrits    | 43 158       | 100,00       | 43 155      | 100,00      |
| Abstentions          | Abstentions          | Abstentions | Abstentions | 22 638       | 52,45        | 22 606      | 52,38       |
| Votants              | Votants              | Votants     | Votants     | 20 520       | 47,55        | 20 549      | 47,62       |
| Blancs               | Blancs               | Blancs      | Blancs      | 643          | 3,13         | 1 279       | 6,22        |
| Nuls                 | Nuls                 | Nuls        | Nuls        | 217          | 1,06         | 337         | 1,64        |
| Exprimés             | Exprimés             | Exprimés    | Exprimés    | 19 660       | 95,81        | 18 933      | 92,14       |
| * conseiller sortant |                      |             |             |              |              |             |             |

### Canton de La Ferté-sous-Jouarre
| Candidats   | Candidats           | Partis      | Partis      | Premier tour | Premier tour | Second tour | Second tour |
| Candidats   | Candidats           | Partis      | Partis      | Voix         | %            | Voix        | %           |
| ----------- | ------------------- | ----------- | ----------- | ------------ | ------------ | ----------- | ----------- |
| 1           | Aurélien Bernicchia |             | PS          | 3 271        | 18,45        |             |             |
| 1           | Christiane Guéniot  |             | PS          | 3 271        | 18,45        |             |             |
| 2           | Martine Bullot      |             | UMP         | 6 041        | 34,07        | 9 896       | 58,13       |
| 2           | Ugo Pezzetta        |             | UMP         | 6 041        | 34,07        | 9 896       | 58,13       |
| 3           | Philippe Cluzeau    |             | EÉLV        | 1 599        | 9,02         |             |             |
| 3           | Raymonde Jobelin    |             | PCF         | 1 599        | 9,02         |             |             |
| 4           | Tatiana Philippart  |             | FN          | 6 821        | 38,47        | 7 128       | 41,87       |
| 4           | Éric Souq           |             | FN          | 6 821        | 38,47        | 7 128       | 41,87       |
|             |                     |             |             |              |              |             |             |
| Inscrits    | Inscrits            | Inscrits    | Inscrits    | 39 774       | 100,00       | 39 775      | 100,00      |
| Abstentions | Abstentions         | Abstentions | Abstentions | 21 290       | 53,53        | 20 973      | 52,73       |
| Votants     | Votants             | Votants     | Votants     | 18 484       | 46,47        | 18 802      | 47,27       |
| Blancs      | Blancs              | Blancs      | Blancs      | 566          | 3,06         | 1 341       | 7,13        |
| Nuls        | Nuls                | Nuls        | Nuls        | 186          | 1,01         | 437         | 2,32        |
| Exprimés    | Exprimés            | Exprimés    | Exprimés    | 17 732       | 95,93        | 17 024      | 90,54       |

### Canton de Fontainebleau
| Candidats            | Candidats                       | Partis      | Partis      | Premier tour | Premier tour | Second tour | Second tour |
| Candidats            | Candidats                       | Partis      | Partis      | Voix         | %            | Voix        | %           |
| -------------------- | ------------------------------- | ----------- | ----------- | ------------ | ------------ | ----------- | ----------- |
| 1                    | Anthony Bredin                  |             | FN          | 6 019        | 28,84        | 6 062       | 31,51       |
| 1                    | Clémentine Schaefer             |             | FN          | 6 019        | 28,84        | 6 062       | 31,51       |
| 2                    | David Allaert                   |             | FG          | 1 266        | 6,07         |             |             |
| 2                    | Véronique Mersch                |             | FG          | 1 266        | 6,07         |             |             |
| 3                    | Guillaume Goy                   |             | PS          | 4 944        | 23,69        |             |             |
| 3                    | Stéphanie Sauvagnac             |             | DVG         | 4 944        | 23,69        |             |             |
| 4                    | Pierre Bacqué*                  |             | UMP         | 8 643        | 41,41        | 13 176      | 68,49       |
| 4                    | Béatrice Rucheton (née Pietton) |             | UMP         | 8 643        | 41,41        | 13 176      | 68,49       |
|                      |                                 |             |             |              |              |             |             |
| Inscrits             | Inscrits                        | Inscrits    | Inscrits    | 45 438       | 100,00       | 45 439      | 100,00      |
| Abstentions          | Abstentions                     | Abstentions | Abstentions | 23 582       | 51,9         | 24 021      | 52,86       |
| Votants              | Votants                         | Votants     | Votants     | 21 856       | 48,1         | 21 418      | 47,14       |
| Blancs               | Blancs                          | Blancs      | Blancs      | 751          | 3,44         | 1 642       | 7,67        |
| Nuls                 | Nuls                            | Nuls        | Nuls        | 233          | 1,07         | 538         | 2,51        |
| Exprimés             | Exprimés                        | Exprimés    | Exprimés    | 20 872       | 95,5         | 19 238      | 89,82       |
| * conseiller sortant |                                 |             |             |              |              |             |             |

### Canton de Fontenay-Trésigny
| Candidats            | Candidats             | Partis      | Partis      | Premier tour | Premier tour | Second tour | Second tour |
| Candidats            | Candidats             | Partis      | Partis      | Voix         | %            | Voix        | %           |
| -------------------- | --------------------- | ----------- | ----------- | ------------ | ------------ | ----------- | ----------- |
| 1                    | Bruno Algré           |             | FN          | 5 907        | 38,09        | 6 033       | 39,83       |
| 1                    | Laure Le Roux         |             | FN          | 5 907        | 38,09        | 6 033       | 39,83       |
| 2                    | Gréta Caron-Bockler   |             | PS          | 3 691        | 23,80        |             |             |
| 2                    | Éric Tourneboeuf      |             | PS          | 3 691        | 23,80        |             |             |
| 3                    | Jean-Jacques Barbaux* |             | UMP         | 5 909        | 38,11        | 9 113       | 60,17       |
| 3                    | Daisy Luczak          |             | UMP         | 5 909        | 38,11        | 9 113       | 60,17       |
|                      |                       |             |             |              |              |             |             |
| Inscrits             | Inscrits              | Inscrits    | Inscrits    | 34 267       | 100,00       | 34 267      | 100,00      |
| Abstentions          | Abstentions           | Abstentions | Abstentions | 17 963       | 52,42        | 17 831      | 52,04       |
| Votants              | Votants               | Votants     | Votants     | 16 304       | 47,58        | 16 436      | 47,96       |
| Blancs               | Blancs                | Blancs      | Blancs      | 587          | 3,6          | 976         | 5,94        |
| Nuls                 | Nuls                  | Nuls        | Nuls        | 210          | 1,29         | 314         | 1,91        |
| Exprimés             | Exprimés              | Exprimés    | Exprimés    | 15 507       | 95,11        | 15 146      | 92,15       |
| * conseiller sortant |                       |             |             |              |              |             |             |

### Canton de Lagny-sur-Marne
| Candidats   | Candidats          | Partis      | Partis      | Premier tour | Premier tour | Second tour | Second tour |
| Candidats   | Candidats          | Partis      | Partis      | Voix         | %            | Voix        | %           |
| ----------- | ------------------ | ----------- | ----------- | ------------ | ------------ | ----------- | ----------- |
| 1           | Daniel Enselme     |             | EÉLV        | 1 704        | 10,09        |             |             |
| 1           | Véronique Harrouin |             | EÉLV        | 1 704        | 10,09        |             |             |
| 2           | Pierrette Munier   |             | DVG         | 3 365        | 19,93        |             |             |
| 2           | Laurent Simon      |             | DVG         | 3 365        | 19,93        |             |             |
| 3           | Geneviève Sert     |             | UDI         | 5 732        | 33,95        | 10 582      | 68,03       |
| 3           | Sinclair Vouriot   |             | UMP         | 5 732        | 33,95        | 10 582      | 68,03       |
| 4           | Francis Gutmacher  |             | FG          | 1 352        | 8,01         |             |             |
| 4           | Julia Killian      |             | FG          | 1 352        | 8,01         |             |             |
| 5           | Nadine Dodon       |             | FN          | 4 733        | 28,03        | 4 974       | 31,97       |
| 5           | Fabrice Paris      |             | FN          | 4 733        | 28,03        | 4 974       | 31,97       |
|             |                    |             |             |              |              |             |             |
| Inscrits    | Inscrits           | Inscrits    | Inscrits    | 39 302       | 100,00       | 39 308      | 100,00      |
| Abstentions | Abstentions        | Abstentions | Abstentions | 21 831       | 55,55        | 22 008      | 55,99       |
| Votants     | Votants            | Votants     | Votants     | 17 471       | 44,45        | 17 300      | 44,01       |
| Blancs      | Blancs             | Blancs      | Blancs      | 422          | 2,42         | 1 268       | 7,33        |
| Nuls        | Nuls               | Nuls        | Nuls        | 163          | 0,93         | 476         | 2,75        |
| Exprimés    | Exprimés           | Exprimés    | Exprimés    | 16 886       | 96,65        | 15 556      | 89,92       |

### Canton de Meaux
| Candidats   | Candidats                  | Partis      | Partis      | Premier tour | Premier tour | Second tour | Second tour |
| Candidats   | Candidats                  | Partis      | Partis      | Voix         | %            | Voix        | %           |
| ----------- | -------------------------- | ----------- | ----------- | ------------ | ------------ | ----------- | ----------- |
| 1           | Bastien Marguerite         |             | PS          | 1 782        | 17,90        |             |             |
| 1           | Francine Scaillet          |             | PRG         | 1 782        | 17,90        |             |             |
| 2           | Françoise Filippi-Colonna  |             | DVD         | 373          | 3,75         |             |             |
| 2           | Victor-Manuel Niubo-Andreu |             | DVD         | 373          | 3,75         |             |             |
| 3           | Yvan Hart                  |             | FG          | 772          | 7,76         |             |             |
| 3           | Agnès Rouquairol           |             | FG          | 772          | 7,76         |             |             |
| 4           | Sarah Lacroix              |             | UMP         | 4 636        | 46,57        | 6 625       | 72,75       |
| 4           | Jean-François Parigi       |             | UMP         | 4 636        | 46,57        | 6 625       | 72,75       |
| 5           | Bruno Giraud               |             | FN          | 2 391        | 24,02        | 2 482       | 27,25       |
| 5           | Béatrice Roullaud          |             | FN          | 2 391        | 24,02        | 2 482       | 27,25       |
|             |                            |             |             |              |              |             |             |
| Inscrits    | Inscrits                   | Inscrits    | Inscrits    | 26 558       | 100,00       | 26 560      | 100,00      |
| Abstentions | Abstentions                | Abstentions | Abstentions | 16 214       | 61,05        | 16 535      | 62,26       |
| Votants     | Votants                    | Votants     | Votants     | 10 344       | 38,95        | 10 025      | 37,74       |
| Blancs      | Blancs                     | Blancs      | Blancs      | 283          | 2,74         | 652         | 6,5         |
| Nuls        | Nuls                       | Nuls        | Nuls        | 107          | 1,03         | 266         | 2,65        |
| Exprimés    | Exprimés                   | Exprimés    | Exprimés    | 9 954        | 96,23        | 9 107       | 90,84       |

### Canton de Melun
| Candidats            | Candidats                   | Partis      | Partis      | Premier tour | Premier tour | Second tour | Second tour |
| Candidats            | Candidats                   | Partis      | Partis      | Voix         | %            | Voix        | %           |
| -------------------- | --------------------------- | ----------- | ----------- | ------------ | ------------ | ----------- | ----------- |
| 1                    | Mathieu Alfonso             |             | FN          | 4 220        | 29,41        | 4 542       | 34,56       |
| 1                    | Frédérique Giudicelli       |             | FN          | 4 220        | 29,41        | 4 542       | 34,56       |
| 2                    | Bénédicte Monville-De Cecco |             | DVG         | 1 545        | 10,77        |             |             |
| 2                    | Yves Remy                   |             | DVG         | 1 545        | 10,77        |             |             |
| 3                    | Malika Hadbi                |             | SE          | 393          | 2,74         |             |             |
| 3                    | Omar Zeghoudi               |             | SE          | 393          | 2,74         |             |             |
| 4                    | Nathalie Beaulnes-Séréni    |             | UMP         | 4 420        | 30,81        | 8 602       | 65,44       |
| 4                    | Denis Jullemier             |             | UMP         | 4 420        | 30,81        | 8 602       | 65,44       |
| 5                    | Jacky Laplace*              |             | PS          | 3 769        | 26,27        |             |             |
| 5                    | Céline Romain               |             | PS          | 3 769        | 26,27        |             |             |
|                      |                             |             |             |              |              |             |             |
| Inscrits             | Inscrits                    | Inscrits    | Inscrits    | 34 971       | 100,00       | 34 970      | 100,00      |
| Abstentions          | Abstentions                 | Abstentions | Abstentions | 20 036       | 57,29        | 20 211      | 57,8        |
| Votants              | Votants                     | Votants     | Votants     | 14 935       | 42,71        | 14 759      | 42,2        |
| Blancs               | Blancs                      | Blancs      | Blancs      | 389          | 2,6          | 1 203       | 8,15        |
| Nuls                 | Nuls                        | Nuls        | Nuls        | 199          | 1,33         | 412         | 2,79        |
| Exprimés             | Exprimés                    | Exprimés    | Exprimés    | 14 347       | 96,06        | 13 144      | 89,06       |
| * conseiller sortant |                             |             |             |              |              |             |             |

### Canton de Mitry-Mory
| Candidats            | Candidats                | Partis      | Partis      | Premier tour | Premier tour | Second tour | Second tour |
| Candidats            | Candidats                | Partis      | Partis      | Voix         | %            | Voix        | %           |
| -------------------- | ------------------------ | ----------- | ----------- | ------------ | ------------ | ----------- | ----------- |
| 1                    | Catherine Gaffet         |             | FN          | 5 975        | 35,93        | 7 557       | 45,34       |
| 1                    | Stéphane Rumiej          |             | FN          | 5 975        | 35,93        | 7 557       | 45,34       |
| 2                    | Anthony Gratacos         |             | PS          | 1 793        | 10,78        |             |             |
| 2                    | Francine Losbar          |             | PS          | 1 793        | 10,78        |             |             |
| 3                    | Corinne Adamski-Caekaert |             | UMP         | 4 252        | 25,57        |             |             |
| 3                    | Daniel Dometz            |             | UMP         | 4 252        | 25,57        |             |             |
| 4                    | Bernard Corneille*       |             | PG          | 4 611        | 27,73        | 9 109       | 54,66       |
| 4                    | Marianne Margaté         |             | PCF         | 4 611        | 27,73        | 9 109       | 54,66       |
|                      |                          |             |             |              |              |             |             |
| Inscrits             | Inscrits                 | Inscrits    | Inscrits    | 37 593       | 100,00       | 37 586      | 100,00      |
| Abstentions          | Abstentions              | Abstentions | Abstentions | 20 349       | 54,13        | 19 654      | 52,29       |
| Votants              | Votants                  | Votants     | Votants     | 17 244       | 45,87        | 17 932      | 47,71       |
| Blancs               | Blancs                   | Blancs      | Blancs      | 424          | 2,46         | 966         | 5,39        |
| Nuls                 | Nuls                     | Nuls        | Nuls        | 189          | 1,1          | 300         | 1,67        |
| Exprimés             | Exprimés                 | Exprimés    | Exprimés    | 16 631       | 96,45        | 16 666      | 92,94       |
| * conseiller sortant |                          |             |             |              |              |             |             |

### Canton de Montereau-Fault-Yonne
| Candidats            | Candidats             | Partis      | Partis      | Premier tour | Premier tour | Second tour | Second tour |
| Candidats            | Candidats             | Partis      | Partis      | Voix         | %            | Voix        | %           |
| -------------------- | --------------------- | ----------- | ----------- | ------------ | ------------ | ----------- | ----------- |
| 1                    | Patrick Septiers      |             | UDI         | 7 048        | 36,75        | 11 639      | 64,21       |
| 1                    | Andrée Zaidi          |             | UDI         | 7 048        | 36,75        | 11 639      | 64,21       |
| 2                    | Léo Aiello*           |             | PS          | 4 453        | 23,22        |             |             |
| 2                    | Patricia Inghelbrecht |             | PS          | 4 453        | 23,22        |             |             |
| 3                    | Jean-Louis Chomet     |             | FG          | 1 608        | 8,38         |             |             |
| 3                    | Virginie Masson       |             | FG          | 1 608        | 8,38         |             |             |
| 4                    | Huguette Jessel       |             | FN          | 6 071        | 31,65        | 6 487       | 35,79       |
| 4                    | Gilles Piat           |             | FN          | 6 071        | 31,65        | 6 487       | 35,79       |
|                      |                       |             |             |              |              |             |             |
| Inscrits             | Inscrits              | Inscrits    | Inscrits    | 42 309       | 100,00       | 42 308      | 100,00      |
| Abstentions          | Abstentions           | Abstentions | Abstentions | 21 950       | 51,88        | 22 081      | 52,19       |
| Votants              | Votants               | Votants     | Votants     | 20 359       | 48,12        | 20 227      | 47,81       |
| Blancs               | Blancs                | Blancs      | Blancs      | 970          | 4,76         | 1 748       | 8,64        |
| Nuls                 | Nuls                  | Nuls        | Nuls        | 209          | 1,03         | 353         | 1,75        |
| Exprimés             | Exprimés              | Exprimés    | Exprimés    | 19 180       | 94,21        | 18 126      | 89,61       |
| * conseiller sortant |                       |             |             |              |              |             |             |

### Canton de Nangis
| Candidats   | Candidats             | Partis      | Partis      | Premier tour | Premier tour | Second tour | Second tour |
| Candidats   | Candidats             | Partis      | Partis      | Voix         | %            | Voix        | %           |
| ----------- | --------------------- | ----------- | ----------- | ------------ | ------------ | ----------- | ----------- |
| 1           | Pierre Cherrier       |             | FN          | 7 550        | 39,47        | 7 673       | 43,05       |
| 1           | Aurélie Cournet       |             | FN          | 7 550        | 39,47        | 7 673       | 43,05       |
| 2           | Marina Descotes-Galli |             | PCF         | 5 563        | 29,08        |             |             |
| 2           | Christophe Martinet   |             | PS          | 5 563        | 29,08        |             |             |
| 3           | Nolwenn Le Bouter     |             | UMP         | 6 015        | 31,45        | 10 151      | 56,95       |
| 3           | Jean-Louis Thiériot   |             | UMP         | 6 015        | 31,45        | 10 151      | 56,95       |
|             |                       |             |             |              |              |             |             |
| Inscrits    | Inscrits              | Inscrits    | Inscrits    | 41 063       | 100,00       | 40 901      | 100,00      |
| Abstentions | Abstentions           | Abstentions | Abstentions | 20 951       | 51,02        | 21 085      | 51,55       |
| Votants     | Votants               | Votants     | Votants     | 20 112       | 48,98        | 19 816      | 48,45       |
| Blancs      | Blancs                | Blancs      | Blancs      | 784          | 3,9          | 1 498       | 7,56        |
| Nuls        | Nuls                  | Nuls        | Nuls        | 200          | 0,99         | 494         | 2,49        |
| Exprimés    | Exprimés              | Exprimés    | Exprimés    | 19 128       | 95,11        | 17 824      | 89,95       |

### Canton de Nemours
| Candidats   | Candidats         | Partis      | Partis      | Premier tour | Premier tour | Second tour | Second tour |
| Candidats   | Candidats         | Partis      | Partis      | Voix         | %            | Voix        | %           |
| ----------- | ----------------- | ----------- | ----------- | ------------ | ------------ | ----------- | ----------- |
| 1           | Bernard Cozic     |             | UMP         | 5 189        | 28,26        | 9 967       | 57,76       |
| 1           | Isoline Millot    |             | UMP         | 5 189        | 28,26        | 9 967       | 57,76       |
| 2           | Renaud Persson    |             | FN          | 6 468        | 35,22        | 7 288       | 42,24       |
| 2           | Chantal Rousselet |             | FN          | 6 468        | 35,22        | 7 288       | 42,24       |
| 3           | Patricia Grimeau  |             | POI         | 430          | 2,34         |             |             |
| 3           | Michel Risacher   |             | POI         | 430          | 2,34         |             |             |
| 4           | Khadija Bertino   |             | FG          | 1 262        | 6,87         |             |             |
| 4           | Joël Lefebvre     |             | FG          | 1 262        | 6,87         |             |             |
| 5           | Rose de La Fuente |             | DVG         | 3 459        | 18,84        |             |             |
| 5           | Christian Peutot  |             | DVG         | 3 459        | 18,84        |             |             |
| 6           | Gérard Balland    |             | DVD         | 1 556        | 8,47         |             |             |
| 6           | Michelle Herrmann |             | DVD         | 1 556        | 8,47         |             |             |
|             |                   |             |             |              |              |             |             |
| Inscrits    | Inscrits          | Inscrits    | Inscrits    | 40 047       | 100,00       | 40 048      | 100,00      |
| Abstentions | Abstentions       | Abstentions | Abstentions | 20 833       | 52,02        | 20 613      | 51,47       |
| Votants     | Votants           | Votants     | Votants     | 19 214       | 47,98        | 19 435      | 48,53       |
| Blancs      | Blancs            | Blancs      | Blancs      | 645          | 3,36         | 1 706       | 8,78        |
| Nuls        | Nuls              | Nuls        | Nuls        | 205          | 1,07         | 474         | 2,44        |
| Exprimés    | Exprimés          | Exprimés    | Exprimés    | 18 364       | 95,58        | 17 255      | 88,78       |

### Canton d'Ozoir-la-Ferrière
| Candidats            | Candidats              | Partis      | Partis      | Premier tour | Premier tour | Second tour | Second tour |
| Candidats            | Candidats              | Partis      | Partis      | Voix         | %            | Voix        | %           |
| -------------------- | ---------------------- | ----------- | ----------- | ------------ | ------------ | ----------- | ----------- |
| 1                    | Anne-Claire Darré      |             | PS          | 4 634        | 24,94        |             |             |
| 1                    | Laurent Gautier*       |             | PS          | 4 634        | 24,94        |             |             |
| 2                    | Emmanuelle Borras      |             | DLF         | 885          | 4,76         |             |             |
| 2                    | Pascal Robert          |             | DLF         | 885          | 4,76         |             |             |
| 3                    | Anne-Laure Fontbonne   |             | UMP         | 7 215        | 38,83        | 11 678      | 69,28       |
| 3                    | Jean-François Oneto    |             | UMP         | 7 215        | 38,83        | 11 678      | 69,28       |
| 4                    | Karl Boissel           |             | FN          | 4 772        | 25,68        | 5 178       | 30,72       |
| 4                    | Martine Clément-Launay |             | FN          | 4 772        | 25,68        | 5 178       | 30,72       |
| 5                    | Solange Arnaud         |             | FG          | 1 073        | 5,78         |             |             |
| 5                    | Patrick Dahan          |             | FG          | 1 073        | 5,78         |             |             |
|                      |                        |             |             |              |              |             |             |
| Inscrits             | Inscrits               | Inscrits    | Inscrits    | 41 833       | 100,00       | 41 833      | 100,00      |
| Abstentions          | Abstentions            | Abstentions | Abstentions | 22 578       | 53,97        | 23 215      | 55,49       |
| Votants              | Votants                | Votants     | Votants     | 19 255       | 46,03        | 18 618      | 44,51       |
| Blancs               | Blancs                 | Blancs      | Blancs      | 518          | 2,69         | 1 322       | 7,1         |
| Nuls                 | Nuls                   | Nuls        | Nuls        | 158          | 0,82         | 440         | 2,36        |
| Exprimés             | Exprimés               | Exprimés    | Exprimés    | 18 579       | 96,49        | 16 856      | 90,54       |
| * conseiller sortant |                        |             |             |              |              |             |             |

### Canton de Pontault-Combault
| Candidats            | Candidats            | Partis      | Partis      | Premier tour | Premier tour | Second tour | Second tour |
| Candidats            | Candidats            | Partis      | Partis      | Voix         | %            | Voix        | %           |
| -------------------- | -------------------- | ----------- | ----------- | ------------ | ------------ | ----------- | ----------- |
| 1                    | Monique Delessard*   |             | PS          | 4 206        | 27,22        | 9 210       | 59,77       |
| 1                    | Smaïl Djebara        |             | PS          | 4 206        | 27,22        | 9 210       | 59,77       |
| 2                    | Sylvie Fuchs         |             | PCF         | 1 979        | 12,81        |             |             |
| 2                    | Jacques Huleux       |             | EÉLV        | 1 979        | 12,81        |             |             |
| 3                    | Jean-Pierre Martin   |             | FN          | 4 211        | 27,25        | 6 200       | 40,23       |
| 3                    | Nathalie Pereira     |             | FN          | 4 211        | 27,25        | 6 200       | 40,23       |
| 4                    | Rose Marie Muncal    |             | DLF         | 454          | 2,94         |             |             |
| 4                    | Christian Ramajo     |             | DLF         | 454          | 2,94         |             |             |
| 5                    | Monique Maah         |             | DVD         | 696          | 4,50         |             |             |
| 5                    | Cyril Marsaud        |             | MoDem       | 696          | 4,50         |             |             |
| 6                    | François Bouchart    |             | UMP         | 3 907        | 25,28        |             |             |
| 6                    | Agnès Jomeau-Bernard |             | UMP         | 3 907        | 25,28        |             |             |
|                      |                      |             |             |              |              |             |             |
| Inscrits             | Inscrits             | Inscrits    | Inscrits    | 39 798       | 100,00       | 39 798      | 100,00      |
| Abstentions          | Abstentions          | Abstentions | Abstentions | 23 779       | 59,75        | 22 855      | 57,43       |
| Votants              | Votants              | Votants     | Votants     | 16 019       | 40,25        | 16 943      | 42,57       |
| Blancs               | Blancs               | Blancs      | Blancs      | 380          | 2,37         | 1 194       | 7,05        |
| Nuls                 | Nuls                 | Nuls        | Nuls        | 186          | 1,16         | 339         | 2           |
| Exprimés             | Exprimés             | Exprimés    | Exprimés    | 15 453       | 96,47        | 15 410      | 90,95       |
| * conseiller sortant |                      |             |             |              |              |             |             |

### Canton de Provins
| Candidats   | Candidats              | Partis      | Partis      | Premier tour | Premier tour | Second tour | Second tour |
| Candidats   | Candidats              | Partis      | Partis      | Voix         | %            | Voix        | %           |
| ----------- | ---------------------- | ----------- | ----------- | ------------ | ------------ | ----------- | ----------- |
| 1           | Niki Kampour-Paraschou |             | EÉLV        | 961          | 5,09         |             |             |
| 1           | Joël Savry             |             | EÉLV        | 961          | 5,09         |             |             |
| 2           | Marie-Caroline Delvaux |             | DVG         | 4 078        | 21,59        |             |             |
| 2           | Emmanuel Marcadet      |             | DVG         | 4 078        | 21,59        |             |             |
| 3           | Danis Pingal           |             | FN          | 6 917        | 36,63        | 7 497       | 42,18       |
| 3           | Ludivine Sanchez       |             | FN          | 6 917        | 36,63        | 7 497       | 42,18       |
| 4           | Olivier Lavenka        |             | UMP         | 6 930        | 36,69        | 10 278      | 57,82       |
| 4           | Sandrine Sosinski      |             | UMP         | 6 930        | 36,69        | 10 278      | 57,82       |
|             |                        |             |             |              |              |             |             |
| Inscrits    | Inscrits               | Inscrits    | Inscrits    | 38 692       | 100,00       | 38 697      | 100,00      |
| Abstentions | Abstentions            | Abstentions | Abstentions | 19 014       | 49,14        | 18 994      | 49,08       |
| Votants     | Votants                | Votants     | Votants     | 19 678       | 50,86        | 19 703      | 50,92       |
| Blancs      | Blancs                 | Blancs      | Blancs      | 571          | 2,9          | 1 488       | 7,55        |
| Nuls        | Nuls                   | Nuls        | Nuls        | 221          | 1,12         | 440         | 2,23        |
| Exprimés    | Exprimés               | Exprimés    | Exprimés    | 18 886       | 95,98        | 17 775      | 90,21       |

### Canton de Saint-Fargeau-Ponthierry
| Candidats            | Candidats            | Partis      | Partis      | Premier tour | Premier tour | Second tour | Second tour |
| Candidats            | Candidats            | Partis      | Partis      | Voix         | %            | Voix        | %           |
| -------------------- | -------------------- | ----------- | ----------- | ------------ | ------------ | ----------- | ----------- |
| 1                    | Safia Lebdi          |             | DVG         | 1 043        | 7,82         |             |             |
| 1                    | Norbert Petit        |             | DVG         | 1 043        | 7,82         |             |             |
| 2                    | Josette Blesson      |             | FN          | 3 772        | 28,27        |             |             |
| 2                    | Jean-Pierre Jacquart |             | FN          | 3 772        | 28,27        |             |             |
| 3                    | Bernadette Cieplik   |             | PS          | 4 134        | 30,98        | 5 684       | 46,28       |
| 3                    | Lionel Walker*       |             | PS          | 4 134        | 30,98        | 5 684       | 46,28       |
| 4                    | Jérôme Guyard        |             | UMP         | 3 920        | 29,38        | 6 598       | 53,72       |
| 4                    | Véronique Veau       |             | UMP         | 3 920        | 29,38        | 6 598       | 53,72       |
| 5                    | Dounia Chenigle      |             | DVD         | 473          | 3,55         |             |             |
| 5                    | Patrick Katako       |             | DVD         | 473          | 3,55         |             |             |
|                      |                      |             |             |              |              |             |             |
| Inscrits             | Inscrits             | Inscrits    | Inscrits    | 31 494       | 100,00       | 31 494      | 100,00      |
| Abstentions          | Abstentions          | Abstentions | Abstentions | 17 681       | 56,14        | 18 217      | 57,84       |
| Votants              | Votants              | Votants     | Votants     | 13 813       | 43,86        | 13 277      | 42,16       |
| Blancs               | Blancs               | Blancs      | Blancs      | 324          | 2,35         | 675         | 5,08        |
| Nuls                 | Nuls                 | Nuls        | Nuls        | 147          | 1,06         | 320         | 2,41        |
| Exprimés             | Exprimés             | Exprimés    | Exprimés    | 13 342       | 96,59        | 12 282      | 92,51       |
| * conseiller sortant |                      |             |             |              |              |             |             |

### Canton de Savigny-le-Temple
| Candidats            | Candidats             | Partis      | Partis      | Premier tour | Premier tour | Second tour | Second tour |
| Candidats            | Candidats             | Partis      | Partis      | Voix         | %            | Voix        | %           |
| -------------------- | --------------------- | ----------- | ----------- | ------------ | ------------ | ----------- | ----------- |
| 1                    | Jean-Pierre Guérin*   |             | PS          | 5 856        | 34,98        | 7 477       | 47,34       |
| 1                    | Marie-Line Pichery    |             | PS          | 5 856        | 34,98        | 7 477       | 47,34       |
| 2                    | Cathy Bissonnier      |             | UMP         | 5 397        | 32,24        | 8 318       | 52,66       |
| 2                    | Franck Vernin         |             | UDI         | 5 397        | 32,24        | 8 318       | 52,66       |
| 3                    | Herminia Domingues    |             | FN          | 4 130        | 24,67        |             |             |
| 3                    | Romain Lamalle-Gauthe |             | FN          | 4 130        | 24,67        |             |             |
| 4                    | Jean-Michel Gambier   |             | FG          | 1 357        | 8,11         |             |             |
| 4                    | Françoise Godin       |             | FG          | 1 357        | 8,11         |             |             |
|                      |                       |             |             |              |              |             |             |
| Inscrits             | Inscrits              | Inscrits    | Inscrits    | 41 445       | 100,00       | 41 445      | 100,00      |
| Abstentions          | Abstentions           | Abstentions | Abstentions | 23 898       | 57,66        | 24 330      | 58,7        |
| Votants              | Votants               | Votants     | Votants     | 17 547       | 42,34        | 17 115      | 41,3        |
| Blancs               | Blancs                | Blancs      | Blancs      | 685          | 3,9          | 1 065       | 6,22        |
| Nuls                 | Nuls                  | Nuls        | Nuls        | 122          | 0,7          | 255         | 1,49        |
| Exprimés             | Exprimés              | Exprimés    | Exprimés    | 16 740       | 95,4         | 15 795      | 92,29       |
| * conseiller sortant |                       |             |             |              |              |             |             |

### Canton de Serris
| Candidats            | Candidats               | Partis      | Partis      | Premier tour | Premier tour | Second tour | Second tour |
| Candidats            | Candidats               | Partis      | Partis      | Voix         | %            | Voix        | %           |
| -------------------- | ----------------------- | ----------- | ----------- | ------------ | ------------ | ----------- | ----------- |
| 1                    | Christine Banaszkiewiez |             | FG          | 1 175        | 6,45         |             |             |
| 1                    | Marcel Belloni          |             | FG          | 1 175        | 6,45         |             |             |
| 2                    | Thierry Dudit           |             | DVG         | 3 419        | 18,77        |             |             |
| 2                    | Fatiha Guerin           |             | DVG         | 3 419        | 18,77        |             |             |
| 3                    | Georges Hurth           |             | FN          | 5 474        | 30,06        | 5 491       | 32,13       |
| 3                    | Irina Longuet           |             | FN          | 5 474        | 30,06        | 5 491       | 32,13       |
| 4                    | Arnaud de Belenet*      |             | UMP         | 8 145        | 44,72        | 11 600      | 67,87       |
| 4                    | Valérie Pottiez-Husson  |             | UMP         | 8 145        | 44,72        | 11 600      | 67,87       |
|                      |                         |             |             |              |              |             |             |
| Inscrits             | Inscrits                | Inscrits    | Inscrits    | 41 041       | 100,00       | 41 041      | 100,00      |
| Abstentions          | Abstentions             | Abstentions | Abstentions | 22 086       | 53,81        | 22 414      | 54,61       |
| Votants              | Votants                 | Votants     | Votants     | 18 955       | 46,19        | 18 627      | 45,39       |
| Blancs               | Blancs                  | Blancs      | Blancs      | 534          | 2,82         | 1 156       | 6,21        |
| Nuls                 | Nuls                    | Nuls        | Nuls        | 208          | 1,1          | 380         | 2,04        |
| Exprimés             | Exprimés                | Exprimés    | Exprimés    | 18 213       | 96,09        | 17 091      | 91,75       |
| * conseiller sortant |                         |             |             |              |              |             |             |

### Canton de Torcy
| Candidats            | Candidats           | Partis      | Partis      | Premier tour | Premier tour | Second tour | Second tour |
| Candidats            | Candidats           | Partis      | Partis      | Voix         | %            | Voix        | %           |
| -------------------- | ------------------- | ----------- | ----------- | ------------ | ------------ | ----------- | ----------- |
| 1                    | Yvon Chrismant      |             | EÉLV        | 842          | 7,60         |             |             |
| 1                    | Saïda El Andaloussi |             | EÉLV        | 842          | 7,60         |             |             |
| 2                    | Nicolas Gonzalez    |             | FN          | 2 264        | 20,42        |             |             |
| 2                    | Sophie Touvron      |             | FN          | 2 264        | 20,42        |             |             |
| 3                    | Émilie Lochus       |             | MoDem       | 776          | 7,00         |             |             |
| 3                    | Claude Louis        |             | MoDem       | 776          | 7,00         |             |             |
| 4                    | Stéphane Berthin    |             | FG          | 667          | 6,02         |             |             |
| 4                    | Christine Crispin   |             | FG          | 667          | 6,02         |             |             |
| 5                    | Gérard Eude*        |             | PS          | 3 345        | 30,18        | 5 040       | 49,2        |
| 5                    | Nacera Torche       |             | PS          | 3 345        | 30,18        | 5 040       | 49,2        |
| 6                    | Ludovic Boutillier  |             | UMP         | 3 191        | 28,79        | 5 203       | 50,8        |
| 6                    | Martine Duvernois   |             | UDI         | 3 191        | 28,79        | 5 203       | 50,8        |
|                      |                     |             |             |              |              |             |             |
| Inscrits             | Inscrits            | Inscrits    | Inscrits    | 29 313       | 100,00       | 29 313      | 100,00      |
| Abstentions          | Abstentions         | Abstentions | Abstentions | 17 879       | 60,99        | 18 353      | 62,61       |
| Votants              | Votants             | Votants     | Votants     | 11 434       | 39,01        | 10 960      | 37,39       |
| Blancs               | Blancs              | Blancs      | Blancs      | 261          | 2,28         | 490         | 4,47        |
| Nuls                 | Nuls                | Nuls        | Nuls        | 88           | 0,77         | 227         | 2,07        |
| Exprimés             | Exprimés            | Exprimés    | Exprimés    | 11 085       | 96,95        | 10 243      | 93,46       |
| * conseiller sortant |                     |             |             |              |              |             |             |

### Canton de Villeparisis
| Candidats            | Candidats               | Partis      | Partis      | Premier tour | Premier tour | Second tour | Second tour |
| Candidats            | Candidats               | Partis      | Partis      | Voix         | %            | Voix        | %           |
| -------------------- | ----------------------- | ----------- | ----------- | ------------ | ------------ | ----------- | ----------- |
| 1                    | Christine Ginguené      |             | FG          | 1 006        | 7,73         |             |             |
| 1                    | Grégory Jurado          |             | FG          | 1 006        | 7,73         |             |             |
| 2                    | Marie Castillo          |             | DVD         | 220          | 1,69         |             |             |
| 2                    | Mickaël Rigault         |             | DVD         | 220          | 1,69         |             |             |
| 3                    | Yannick Marquis         |             | PS          | 3 355        | 25,78        |             |             |
| 3                    | Michèle Pelabere*       |             | PS          | 3 355        | 25,78        |             |             |
| 4                    | Brigitte Maisonneuve    |             | EÉLV        | 704          | 5,41         |             |             |
| 4                    | Franck Rolland          |             | EÉLV        | 704          | 5,41         |             |             |
| 5                    | Isabelle Recio          |             | UMP         | 3 812        | 29,29        | 7 622       | 63,67       |
| 5                    | Xavier Vanderbise       |             | UMP         | 3 812        | 29,29        | 7 622       | 63,67       |
| 6                    | Benjamin Attias         |             | SIEL        | 3 916        | 30,09        | 4 350       | 36,33       |
| 6                    | Véronique Fornilli-Rata |             | SIEL        | 3 916        | 30,09        | 4 350       | 36,33       |
|                      |                         |             |             |              |              |             |             |
| Inscrits             | Inscrits                | Inscrits    | Inscrits    | 32 298       | 100,00       | 32 298      | 100,00      |
| Abstentions          | Abstentions             | Abstentions | Abstentions | 18 864       | 58,41        | 18 847      | 58,35       |
| Votants              | Votants                 | Votants     | Votants     | 13 434       | 41,59        | 13 451      | 41,65       |
| Blancs               | Blancs                  | Blancs      | Blancs      | 304          | 2,26         | 1 063       | 7,9         |
| Nuls                 | Nuls                    | Nuls        | Nuls        | 117          | 0,87         | 416         | 3,09        |
| Exprimés             | Exprimés                | Exprimés    | Exprimés    | 13 013       | 96,87        | 11 972      | 89          |
| * conseiller sortant |                         |             |             |              |              |             |             |